# فاسيل زلاتارسكي
فاسيل نيكولوف زلاتارسكي (بالبلغارية: Васил Николов Златарски؛ ولد في 14 نوفمبر 1866 – توفي في 15 ديسمبر 1935) كان مؤرخًا بلغاريًا متخصصًا في العصور الوسطى، وعالم آثار، وخبيرًا في النقوش. يُعتبر أحد مؤسسي علم التاريخ البلغاري الحديث، واشتهر بأعماله الرائدة حول تاريخ الدولة البلغارية في العصور الوسطى.

## الحياة المبكرة والتعليم
وُلد زلاتارسكي في مدينة فيليكو ترنوفو، التي كانت آنذاك جزءًا من الإمبراطورية العثمانية، في 14 نوفمبر 1866. كان والده، نيكولا بوبفاسيليوف زلاتارسكي، معلمًا وناشطًا بارزًا في الحركة التعليمية والنضال الديني والوطني في منطقة ترنوفو قبل تحرير بلغاريا عام 1878.
تلقى زلاتارسكي تعليمه الابتدائي في فيليكو ترنوفو حتى الصف الثالث، ثم التحق بالمعهد الإكليريكي "القديسين بطرس وبولس" في ليسكوفيتس، حيث كان يستعد للكهنوت. بعد وفاة والده المبكرة، انتقل إلى روسيا للعيش مع شقيقه، حيث التحق بالمدرسة الثانوية الكلاسيكية الأولى في سانت بطرسبرغ، وتخرج منها عام 1887.
واصل دراسته في جامعة سانت بطرسبرغ حيث تخصص في التاريخ وتخرج عام 1891. ثم تابع دراساته العليا في جامعة برلين من عام 1893 حتى 1895.

## الحياة الأكاديمية
عند عودته إلى بلغاريا، بدأ زلاتارسكي حياته الأكاديمية في جامعة صوفيا، حيث عمل أستاذًا للتاريخ، وكرّس جهوده لدراسة العصور الوسطى البلغارية، مع التركيز على العلاقات بين الإمبراطورية البلغارية الأولى والإمبراطورية البيزنطية.
كان عضوًا في الأكاديمية البلغارية للعلوم، وساهم بشكل كبير في تأسيس الدراسات التاريخية القائمة على النقد العلمي والاعتماد على المصادر الأولية، بما في ذلك النقوش والعملات والمخطوطات.

## أبرز الأعمال
من أبرز أعماله موسوعته التاريخية الضخمة بعنوان: *"تاريخ الدولة البلغارية في العصور الوسطى"* والتي تُعد مرجعًا أساسيًا في الدراسات التاريخية البلغارية، وتغطي تطور الدولة البلغارية منذ نشأتها وحتى أواخر العصور الوسطى.

## الإرث
ترك زلاتارسكي أثرًا كبيرًا في تطور علم التاريخ في بلغاريا، ويُعتبر رائدًا في النهج النقدي والمنهجي لدراسة المصادر التاريخية. وتقديرًا لإسهاماته، سُميت العديد من المؤسسات التعليمية والثقافية في بلغاريا باسمه.

## وفاته
توفي فاسيل زلاتارسكي في صوفيا، مملكة بلغاريا في 15 ديسمبر 1935 عن عمر ناهز 69 عامًا.